# Рио-Буэно (коммуна)
Рио-Буэно (исп. Río Bueno) — город в Чили. Административный центр одноимённой коммуны. Население — 15 054 человека (2002). Город и коммуна входят в состав провинции Ранко и области Лос-Риос.
Территория коммуны — 2211,70 км². Численность населения — 32 248 жителей (2007). Плотность населения — 14,58 чел./км².

## Расположение
Город расположен в 61 км на юг от административного центра области города Вальдивия и в 12 км на юго-восток от административного центра провинции города Ла-Унион на южном берегу реки Рио-Буэно.
Коммуна граничит:
- на северо-востоке — c коммуной Лаго-Ранко
- на востоке — с провинцией Неукен (Аргентина)
- на юго-востоке — c коммуной Лаго-Ранко
- на юге — c коммуной Пуеуэ
- на западе — c коммунами Сан-Пабло
- на северо-западе — c коммуной Ла-Уньон

## Демография
Согласно сведениям, собранным в ходе переписи Национальным институтом статистики, население коммуны составляет 32 248 человек, из которых 16 106 мужчин и 16 142 женщины.
Население коммуны составляет 8,63 % от общей численности населения области Лос-Риос. 57,33 % относится к сельскому населению и 42,67 % к городскому.